# Élection présidentielle ouest-allemande de 1954
L’élection présidentielle ouest-allemande de 1954 (en allemand : Wahl des deutschen Bundespräsidenten 1954), deuxième élection présidentielle de la République fédérale d'Allemagne, se tient le 17 juillet 1954, afin d'élire le président fédéral pour un mandat de cinq ans au suffrage indirect.
Le président sortant Theodor Heuss est réélu pour un second mandat de cinq ans après avoir bénéficié du soutien des Unions chrétiennes, du Parti social-démocrate et du Parti libéral dont il est issu.

## Mode de scrutin
Le président fédéral (en allemand : Bundespräsident) est le chef de l'État de la République fédérale d'Allemagne.
Il est élu pour un mandat de cinq ans renouvelable une fois consécutivement par l'Assemblée fédérale (Bundesversammlung). Elle se compose de l'ensemble des députés du Bundestag et d'un nombre égal de délégués des Länder élus par leurs assemblées parlementaires.
L'élection est acquise si un candidat remporte un nombre de voix équivalent à la majorité absolue des membres de l'Assemblée. Si aucun postulant n'a obtenu un tel résultat après deux tours de scrutin, un troisième tour est organisé où la majorité simple des voix est suffisante pour l'emporter.

### Composition de l'Assemblée fédérale
L'Assemblée fédérale se réunit au parc des expositions de Berlin-Ouest, sous la présidence d'Hermann Ehlers (de), président du Bundestag.
|                             |     |     |     |        |         |         |         |     |    |        |     |    |       |
| Land                        | KPD | SPD | SSW | FDP    | CDU     | CSU     | DP      | DZP | BP | GB/BHE | DRP | NI | Total |
| Land                        |     |     |     |        |         |         |         |     |    |        |     |    | Total |
| Bade-Wurtemberg             | 2   | 22  | 0   | 13     | 28      | 28      | 0       | 0   | 0  | 3      | 0   | 0  | 68    |
| Bavière                     | 0   | 25  | 0   | 4      | 36      | 36      | 0       | 0   | 15 | 11     | 0   | 0  | 91    |
| Berlin                      | 0   | 11  | 0   | 5      | 6       | 6       | 0       | 0   | 0  | 0      | 0   | 0  | 22    |
| Brême                       | 0   | 3   | 0   | 1      | 1       | 1       | 1       | 0   | 0  | 0      | 0   | 0  | 6     |
| Hambourg                    | 0   | 8   | 0   | 9 (HB) | 9 (HB)  | 9 (HB)  | 9 (HB)  | 0   | 0  | 0      | 0   | 0  | 17    |
| Hesse                       | 0   | 27  | 0   | 7      | 6       | 6       | 0       | 0   | 0  | 4      | 0   | 0  | 44    |
| Basse-Saxe                  | 0   | 26  | 0   | 6      | 18 (NU) | 18 (NU) | 18 (NU) | 2   | 0  | 10     | 1   | 2  | 65    |
| Rhénanie-du-Nord-Westphalie | 8   | 44  | 0   | 17     | 62      | 62      | 0       | 10  | 0  | 0      | 0   | 0  | 141   |
| Rhénanie-Palatinat          | 0   | 12  | 0   | 6      | 14      | 14      | 0       | 0   | 0  | 0      | 0   | 0  | 32    |
| Schleswig-Holstein          | 0   | 7   | 1   | 1      | 9       | 9       | 0       | 0   | 0  | 5      | 0   | 0  | 23    |
| Délégués                    | 10  | 185 | 1   | 60     | 153     | 36      | 1       | 12  | 15 | 33     | 1   | 2  | 509   |
| Bundestag                   | 0   | 162 | 0   | 52     | 198     | 52      | 15      | 1   | 0  | 28     | 0   | 1  | 509   |
| Total                       | 10  | 347 | 1   | 112    | 351     | 88      | 16      | 13  | 15 | 61     | 1   | 3  | 1018  |

## Candidats
| Candidat | Candidat | Candidat      | Candidat | Parti                         | Fonction          |
| -------- | -------- | ------------- | -------- | ----------------------------- | ----------------- |
|          |          | Theodor Heuss | 70 ans   | Parti libéral-démocrate (FDP) | Président fédéral |

## Résultats
| Candidat                 | Candidat                 | Parti                    | 1er tour | 1er tour |
| Candidat                 | Candidat                 | Parti                    | Voix     | %        |
| ------------------------ | ------------------------ | ------------------------ | -------- | -------- |
|                          | Theodor Heuss            | FDP                      | 871      | 85,56    |
|                          | Alfred Weber             | SPD                      | 12       | 1,18     |
|                          | Autres                   | Autres                   | 6        | 0,59     |
|                          |                          |                          |          |          |
| Majorité requise         | Majorité requise         | Majorité requise         | 510 voix | 510 voix |
|                          |                          |                          |          |          |
| Suffrages exprimés       | Suffrages exprimés       | Suffrages exprimés       | 889      | 99,66    |
| Votes blancs et nuls     | Votes blancs et nuls     | Votes blancs et nuls     | 3        | 0,34     |
| Total                    | Total                    | Total                    | 892      | 100      |
| Abstentions              | Abstentions              | Abstentions              | 95       | 9,33     |
| Absents                  | Absents                  | Absents                  | 31       | 3,05     |
| Inscrits / participation | Inscrits / participation | Inscrits / participation | 1 018    | 87,62    |